# Hippotion talboti
Hippotion talboti là một loài bướm đêm thuộc họ Sphingidae, chi Hippotion.